# 二尾兰
二尾兰（学名：Vrydagzynea nuda）为兰科二尾兰属下的一个种。